# Muzyka klasyczna (album)
Muzyka klasyczna – pierwszy album polskiego duetu hip-hopowego Pezet-NOON wydany w 2002 roku nakładem oficyny T1-Teraz. W 2005 roku wydana została wersja rozszerzona z dwoma dodatkowymi utworami.
Nagrania dotarły do 10. miejsca listy OLiS. Album uzyskał nominację do nagrody polskiego przemysłu fonograficznego Fryderyka w kategorii „najlepszy album hip-hop”.
Pochodzący z albumu utwór „Ukryty w mieście krzyk” znalazł się na liście 120 najważniejszych polskich utworów hip-hopowych według serwisu T-Mobile Music.

## Lista utworów
Opracowano na podstawie materiału źródłowego.
1. „To tylko ja” – 3:58
2. „Re-fleksje” – 3:27[A]
3. „5-10-15” (gościnnie: Ten Typ Mes) – 4:06[B]
4. „Fraza 01” – 0:19[C]
5. „Bez twarzy” – 2:25
6. „Seniorita Skit” – 0:32
7. „Seniorita (Gorąca krew)” – 2:38[D]
8. „Slang” – 3:08[E]
9. „Forma 02” – 0:27[F]
10. „Zimnafuzja” (gościnnie: Fokus) – 3:11
11. „Wibracja 03” – 0:27
12. „Rap robię” (gościnnie: Małolat, Grammatik) – 4:00
13. „Ukryty w mieście krzyk” – 3:21[G]
14. „Te same dni, te same sny” (gościnnie: Ash) – 3:06
15. „Muzyka instrumentalna” – 1:14
16. „Mantra (2002)” (utwór bonusowy) – 2:53
17. „Siedem dni (2005)” (utwór bonusowy) – 3:14

Notatki
- A^ W utworze wykorzystano sample z piosenki „(If Loving You Is Wrong) I Don’t Want to Be Right” w wykonaniu Millie Jackson[8].
- B^ W utworze wykorzystano sample z piosenki „Don't Fight My Love” w wykonaniu Ohio Players[8].
- C^ W utworze wykorzystano sample z piosenki „Follow My Dream” w wykonaniu SBB[8].
- D^ W utworze wykorzystano sample z piosenki „Talk to Me” w wykonaniu Olivii Newton-John[8].
- E^ W utworze wykorzystano sample z piosenki „I Want to Know (Part 2)” w wykonaniu Adriano Celentano[8].
- F^ W utworze wykorzystano sample z piosenki „Biała sowa, biała dama, biały kruk” w wykonaniu zespołu Kram[8].
- G^ W utworze wykorzystano sample z piosenki „The Lake” w wykonaniu Mike’a Oldfielda[8].

## Twórcy
Opracowano na podstawie materiału źródłowego.

- Mikołaj „NOON” Bugajak – produkcja, miksowanie, mastering, głos (6, 8, 14)
- Paweł „Pezet” Kapliński – wokal (1–3, 5, 7–8, 10, 12–14, 16–17), słowa (1–3, 5, 7–8, 10, 12–14, 16–17), głos (6, 8, 14)
- Rafał „DJ Panda” Helsztyński – skrecze (1–3, 5, 7, 10, 12, 14)
- Piotr „Ten Typ Mes” Szmidt – wokal (3), słowa (3)
- Małgorzata Foltyniak – wokal wspierający (5)
- Wojciech „Fokus” Alszer – wokal (10), słowa (10)
- Michał „Małolat” Kapliński – wokal (12), słowa (12)
- Leszek „Eldo” Kaźmierczak (Grammatik) – wokal (12), słowa (12)
- Łukasz „Ash” Morawski – wokal (14), słowa (14)
- Mikołaj Skalski – miksowanie, mastering
- „Oko” – oprawa graficzna
- Martyna Zapolska – zdjęcia